# Relativ hyperbolische Gruppe
In der Mathematik sind relativ hyperbolische Gruppen ein Konzept der geometrischen Gruppentheorie, welches den Begriff der hyperbolischen Gruppe verallgemeinert und insbesondere die Fundamentalgruppen hyperbolischer Mannigfaltigkeiten endlichen Volumens umfasst, während nur die Fundamentalgruppen kompakter hyperbolischer Mannigfaltigkeiten hyperbolische Gruppen sind.
Die relative Hyperbolizität einer Gruppe ist relativ zu einer Familie von Untergruppen definiert. Man spricht auch von relativ hyperbolischen Gruppen als Gruppen, die relativ zu einer echten Untergruppe hyperbolisch sind.

## Definition
Sei {\displaystyle G} eine endlich erzeugte Gruppe und {\displaystyle {\mathcal {P}}} eine endliche Menge von Konjugationsklassen von Untergruppen von {\displaystyle G}.
{\displaystyle (G,{\mathcal {P}})} ist relativ hyperbolisch, wenn es eine eigentlich diskontinuierliche Gruppenwirkung von {\displaystyle G} durch Isometrien auf einem eigentlichen hyperbolischen Raum {\displaystyle X} gibt, so dass
- jeder Punkt des Randes im Unendlichen {\displaystyle \partial _{\infty }X} entweder ein konischer Grenzpunkt oder ein beschränkter parabolischer Fixpunkt ist, und
- die Untergruppen in den Konjugationsklassen aus {\displaystyle {\mathcal {P}}} genau die maximalen parabolischen Untergruppen von {\displaystyle G} sind.

Während der Raum {\displaystyle X} auch bis auf Quasi-Isometrie nicht eindeutig bestimmt ist, ist der Rand im Unendlichen {\displaystyle \partial _{\infty }X} eindeutig bestimmt und wird als Rand im Unendlichen {\displaystyle \partial G} der relativ hyperbolischen Gruppe bezeichnet.
Für eine Untergruppe {\displaystyle P\subset G} sagt man auch, dass das Paar {\displaystyle (G,P)} relativ hyperbolisch oder {\displaystyle G} hyperbolisch relativ zu {\displaystyle P} ist, wenn für die Menge {\displaystyle {\mathcal {P}}} der zu {\displaystyle P} konjugierten Untergruppen {\displaystyle (G,{\mathcal {P}})} relativ hyperbolisch ist. Analog sagt man für eine endliche Menge von Untergruppen {\displaystyle P_{1},\ldots ,P_{n}\subset G}, dass {\displaystyle G} hyperbolisch relativ zu {\displaystyle P_{1},\ldots ,P_{n}} ist, wenn ür die Menge {\displaystyle {\mathcal {P}}} der zu einer von {\displaystyle P_{1},\ldots ,P_{n}} konjugierten Untergruppen {\displaystyle (G,{\mathcal {P}})} relativ hyperbolisch ist.

## Äquivalente Definitionen

### Bowditchs Definition
Eine Gruppe {\displaystyle G} wirke auf einem feinen, hyperbolischen Graphen {\displaystyle K} mit endlichen Kanten-Stabilisatoren und endlich vielen Orbiten von Kanten. {\displaystyle {\mathcal {P}}} sei die Menge der Stabilisatoren von Knoten unendlicher Valenz. Dann ist das Paar {\displaystyle (G,{\mathcal {P}})} relativ hyperbolisch.

### Farbs Definition
Zu einer endlich erzeugten Gruppe {\displaystyle G} und einer endlichen Menge {\displaystyle {\mathcal {P}}} von Konjugationsklassen von Untergruppen von {\displaystyle G} sei {\displaystyle {\mathcal {C}}(G,{\mathcal {P}},A)} der Graph, dessen Knoten die Knoten des Cayleygraphen {\displaystyle {\mathcal {C}}(G,A)} sowie {\displaystyle v_{j}P} für jedes {\displaystyle P\in {\mathcal {P}}} und dessen Kanten die von {\displaystyle {\mathcal {C}}(G,A)} (mit Länge 1) sowie die zwischen (mit Länge 1/2) sind.
{\displaystyle (G,{\mathcal {P}})} ist relativ hyperbolisch, wenn dieser Graph hyperbolisch ist und wenn beschränkte Nebenklassen-Penetration (bounded coset penetration, BCP) gilt, d. h. {\displaystyle \forall \lambda >1\exists a>0}, so dass
wenn {\displaystyle \gamma _{1},\gamma _{2}} zwei {\displaystyle (\lambda ,0)}-Quasigeodäten ohne Backtracking mit {\displaystyle \gamma _{1}(0)=\gamma _{2}(0)} und {\displaystyle d(\gamma _{1}(1),\gamma _{2}(1))\leq 1} sind, dann gilt:
- wenn {\displaystyle \gamma _{1}} ein {\displaystyle P\in {\mathcal {P}}} penetriert, {\displaystyle \gamma _{2}} aber nicht, dann ist der Abstand zwischen den Eingangs- und Ausgangsknoten von {\displaystyle \gamma _{1}} höchstens {\displaystyle a},
- wenn {\displaystyle \gamma _{1},\gamma _{2}} beide ein {\displaystyle P\in {\mathcal {P}}} penetrieren, dann ist der Abstand der Eingangsknoten von {\displaystyle \gamma _{1}} und {\displaystyle \gamma _{2}} höchstens {\displaystyle a} und der Abstand der Ausgangsknoten von {\displaystyle \gamma _{1}} und {\displaystyle \gamma _{2}} höchstens {\displaystyle a}.

Der Rand im Unendlichen ist dann die Vereinigung {\displaystyle \partial {\mathcal {C}}(G,{\mathcal {P}},A)\cup V_{P}}.

## Spezialfälle
- Sei {\displaystyle S} eine hyperbolische Fläche mit zusammenhängendem, total geodätischem Rand. Dann ist die Fundamentalgruppe {\displaystyle \pi _{1}S} eine freie Gruppe {\displaystyle F}. Das Paar {\displaystyle (F,\emptyset )} ist relativ hyperbolisch und sein Rand im Unendlichen ist eine Cantormenge. Wenn {\displaystyle c} die Homotopieklasse der Randkurve und {\displaystyle \langle c\rangle } die von ihr erzeugte zyklische Untergruppe von {\displaystyle F} ist, dann ist für ihre Konjugationsklasse {\displaystyle \left[\langle c\rangle \right]} das Paar {\displaystyle (F,\left[\langle c\rangle \right])} ebenfalls eine relativ hyperbolische Gruppe, deren Rand im Unendlichen ein Kreis (der Rand im Unendlichen der hyperbolischen Ebene) ist.
- Sei {\displaystyle G} eine CAT(0)-Gruppe mit isolierten Flachs und bestehe {\displaystyle {\mathcal {P}}} aus den (Konjugationsklassen der) Stabilisatoren der Flachs. Dann ist das Paar {\displaystyle (G,{\mathcal {P}})} relativ hyperbolisch und sein Rand im Unendlichen entsteht aus dem von {\displaystyle G} durch Kollabieren der Ränder im Unendlichen der Flachs zu jeweils einem Punkt.[1] Sei zum Beispiel {\displaystyle G} die Fundamentalgruppe einer hyperbolischen Mannigfaltigkeit endlichen Volumens, dann ist sie eine CAT(0)-Gruppe und ihr Rand im Unendlichen ist ein Sierpinski-Teppich, in der universellen Überlagerung bilden Horosphären eine Familie isolierter Flachs und das so definierte Paar {\displaystyle (G,{\mathcal {P}})} hat als Rand im Unendlichen eine Sphäre.
- Sei {\displaystyle G} eine hyperbolische Gruppe und {\displaystyle {\mathcal {P}}} eine fast-malnormale Familie quasikonvexer Untergruppen, dann ist {\displaystyle (G,{\mathcal {P}})} eine relativ hyperbolische Gruppe, deren Rand im Unendlichen man aus dem von {\displaystyle G} durch Kollabieren der Ränder im Unendlichen der Untergruppen in den Konjugationsklassen von {\displaystyle {\mathcal {P}}} erhält.[2] Sei zum Beispiel {\displaystyle G} die Fundamentalgruppe einer hyperbolischen Mannigfaltigkeit mit total geodätischem Rand und bestehe {\displaystyle {\mathcal {P}}} aus den Konjugationsklassen der Fundamentalgruppen der Randkomponenten, dann ist {\displaystyle (G,{\mathcal {P}})} relativ hyperbolisch und der Rand im Unendlichen ist eine Sphäre.

## Beispiele
- Für eine hyperbolische Gruppe {\displaystyle G} ist {\displaystyle (G,\emptyset )} relativ hyperbolisch.
- Sei {\displaystyle M} eine kompakte Mannigfaltigkeit mit zusammenhängendem Rand. Wenn das Innere von {\displaystyle M} eine hyperbolische Metrik endlichen Volumens besitzt, dann ist {\displaystyle (\pi _{1}M,\pi _{1}\partial M)} relativ hyperbolisch.
- Das Paar {\displaystyle (\mathbb {Z} \oplus \mathbb {Z} ,\mathbb {Z} \oplus 1)} ist nicht relativ hyperbolisch.
- Die Abbildungsklassengruppe einer Fläche vom Geschlecht {\displaystyle g\geq 2} ist zu keiner echten Untergruppe relativ hyperbolisch.
- Die äußere Automorphismengruppe einer freien Gruppe vom Rang {\displaystyle n\geq 3} ist zu keiner echten Untergruppe relativ hyperbolisch.
- Wenn {\displaystyle (G,H)} relativ hyperbolisch und {\displaystyle H} hyperbolisch ist, dann ist {\displaystyle G} hyperbolisch.